# Bert Mee
Herbert Naylor „Bert“ Mee (teilweise auch Henry Norman Mee; * 27. Februar 1893 in Quorn; † 19. April 1964 in Mansfield) war ein englischer Fußballschiedsrichter.

## Werdegang
Mee debütierte am 26. Dezember 1928 bei der Partie des FC Arsenal gegen den AFC Sunderland, die im Highbury 1:1 endete, in der First Division.
Im Jahr 1934 wurde er FIFA-Schiedsrichter. Am 20. Oktober des Jahres leitete er mit dem Spiel Nordirland gegen Schottland, das zur British Home Championship 1934/35 zählte und vor ca. 40.000 Zuschauern im Belfaster Windsor Park mit 2:1 für die Gastgeber endete, sein erstes Länderspiel. Sein zweites und gleichzeitig letztes Länderspiel pfiff Mee am 4. April 1937 im Bosuilstadion in Antwerpen – das Freundschaftsspiel zwischen Belgien und den Niederlanden gewannen die Gastgeber mit 2:1.
Am 4. September 1938 leitete Mee das Finalhinspiel im Mitropapokal 1938 zwischen Slavia Prag und Ferencváros Budapest, das vor ca. 45.000 Zuschauern in der Prager Masaryk-Stadion 2:2 endete. Den Titel im Wettbewerb sicherten sich die Tschechoslowaken einen 2:0-Auswärtssieg im Rückspiel im Budapester Üllői út eine Woche später.
Mee war bis mindestens 1939 als Schiedsrichter aktiv. Er starb im April 1964 im Alter von 71 Jahren in Mansfield.